# Хансен, Эмиль
Эмиль Кристиан Хансен (дат. Emil Christian Hansen; 8 мая 1842, Рибе — 27 августа 1909, Копенгаген) — датский ботаник, химик и микробиолог.
Первоначально Хансен получил образование художника, затем — школьного преподавателя биологии в университете Копенгагена.
С 1877 года Эмиль Хансен начинает работать физиологом брожения в Лабораториях фирмы Carlsberg в Копенгагене. В 1879—1909 годах — директор физиологического отдела Лабораторий этого завода. Проводил исследования по морфологии и физиологии дрожжей, открыл метод разведения дрожжей из одной клетки в больших объемах для промышленного производства пива. В 1883 году впервые получил чистую культуру пивных дрожжей, что значительно улучшило качество получаемого продукта. Эта культура дрожжей получила название Saccharomyces сarlsbergensis. По технологиям, разработанным Хансеном пивные дрожжи производятся и по сей день. Кроме многочисленных исследований и статей о дрожжах и брожении, перу Хансена принадлежит много других работ по микробиологии.